# William Norrie
William Good Norrie (født 27. maj 1866 i København, død 30. september 1946) var en dansk forfatter og økonomidirektør.
Norrie blev efter uddannelse som landmand student og debuterede 1895 som forfatter med fortællingen En Løsgænger. Blandt hans litterære arbejder, der også omfatter nogle sceniske bearbejdelser, opnåede skuespillet Paa Plads at blive opført på Det kongelige Teater 1919. Norrie var inspektør ved Dagmarteatret 1897—1904 og ved Det ny Teater 1911—1920, inden han 1922 påtog sig den utaknemmelige opgave som økonomidirektør for nationalscenen i praksis at gennemføre de indskrænkninger i teatrets administration, som sparekommissionen havde foreslået og ministeriet godkendt. Ved direktionsforandringen 1924 blev Norrie fra 1. juli samme år udnævnt til enedirektør, hvilket han forblev indtil 1930.